# Szent György-kápolna (Windsor)
Az angliai Windsor kastélyban található Szent György-kápolna egy késő középkori, gótikus stílusban épült kápolna. Közvetlenül az uralkodó joghatósága alá tartozó templom, valamint a térdszalagrend kápolnája.
A kastélykápolnát eredetileg a 14. században alapította III. Eduárd angol király, a 15. század végén pedig nagymértékben kibővítették. Számos királyi istentisztelet, esküvő és különösen a 19. és 20. században temetkezés helyszíne volt. Bár a 15. századból számos uralkodót és házastársát temették el itt, csak a 19. században lett a Szent György-kápolna és a közeli Frogmore-kertek a brit királyi család választott temetkezési helye.

## Története

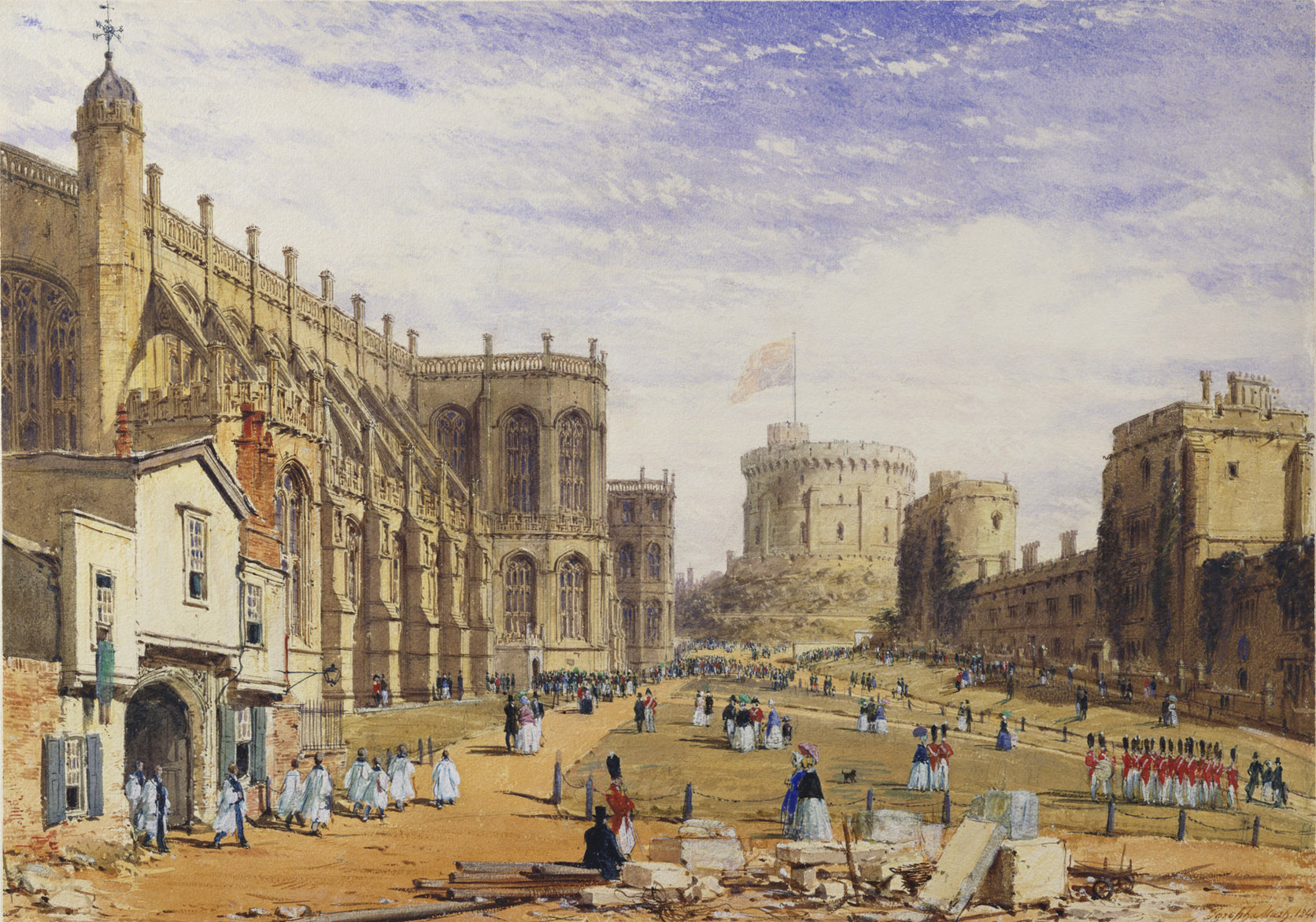
A Szent György-kápolna (balra) a Windsor kastélyban 1848-ban. Joseph Nash akvarellje.

1348-ban III. Eduárd angol király két vallási kollégiumot alapított. A Szent Istvánt westminsterben és a Szent Györgyöt windsorban. A windsori új főiskola Szent Eduárd-kápolnához kapcsolódott, amelyet III. Henrik király a 13. század elején építtetett. Az új kápolnát a boldogságos Szűz Máriának, a vértanú Szent Györgynek és a hitvalló Szent Eduárdnak szentelték fel. De később csak Szent György-kápolnaként lett ismert.

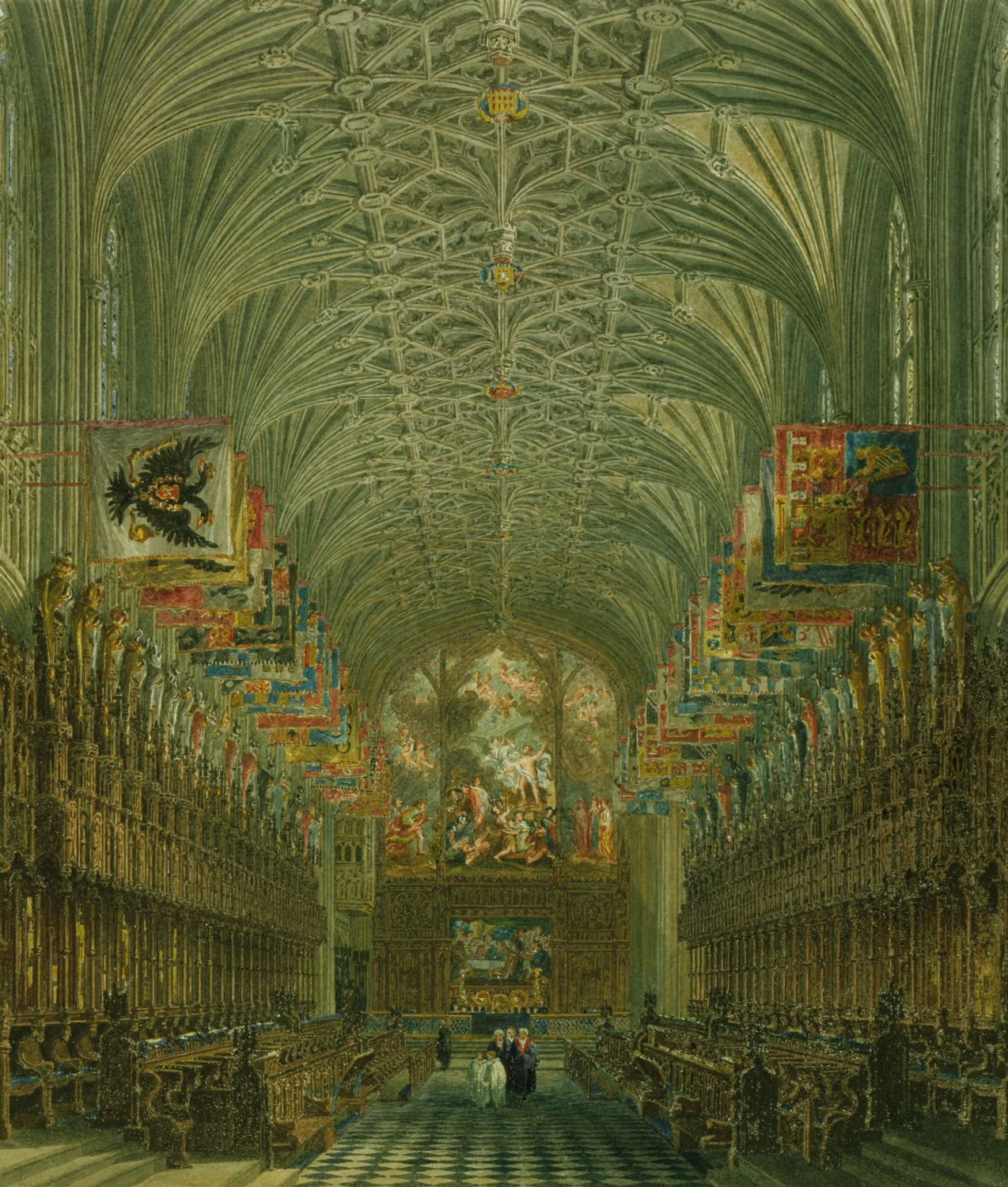
A Szent György-kápolna kórusa. 1818-ból.

A Szent György-kápolna a térdszalagrend temploma lett. A kápolnában minden év júniusában külön istentiszteletet tartanak, amelyen a rend tagjai vesznek részt. Címeres zászlóik a kórus felett lógnak, ahol életre szóló helyük van.
A Windsor kastély II. Erzsébet brit királynő fő rezidenciája volt élete vége felé.

## Esküvők

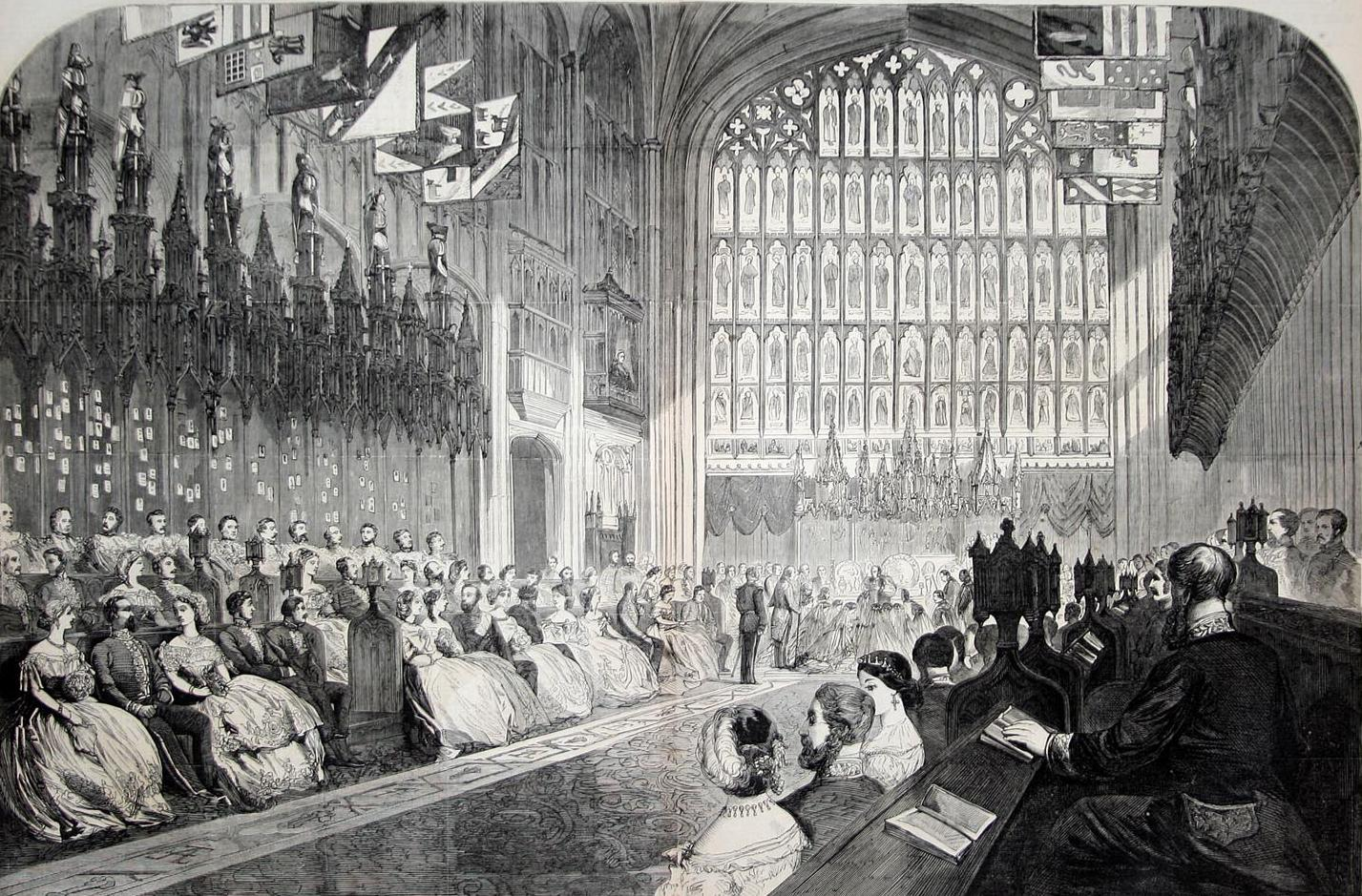
A walesi herceg és dániai Alexandra hercegnő esküvője, 1863

A kápolna számos királyi esküvő, különösen Viktória királynő gyermekeinek helyszíne volt.
- Edward, walesi herceg és dániai Alexandra hercegnő 1863-ban (később VII. Edward király és Alexandra királyné)
- Ilona brit királyi hercegnő és Christian schleswig-holstein-szonderburg-augustenburgi herceg 1866-ban
- Louise hercegnő és Lorne márki (később Argyll hercege) 1871-ben
- Arthur herceg, Connaught és Strathearn hercege és Louise Margaret porosz hercegnő 1879-ben
- Frederica hannoveri hercegnő és báró Alphons von Pawel-Rammingen 1880-ban
- Leopold herceg, Albany hercege és Helena Waldeck és Pyrmont hercegnője 1882-ben
- Marie Louise schleswig-holsteini hercegnő és Aribert anhalt-i herceg 1891-ben
- Alice Alice hercegnő és Alexander Teck herceg (később Athlone grófja) 1904-ben
- Margaret Connaught hercegnő és Gustaf Adolf svéd herceg (később svéd király) 1905-ben
- Lady Helena Cambridge és John Gibbs őrnagy, a Coldstream Guards 1919-ben
- Anne Abel Smith és David Liddell-Grainger 1957-ben
- Lady Helen Windsor és Timothy Taylor 1992-ben
- Edward herceg, Wessex grófja és Sophie Rhys-Jones 1999-ben
- Károly walesi herceg és Camilla Parker Bowles 2005-ben (később III. Károly király és Kamilla királyné)
- Peter Phillips és Autumn Kelly 2008-ban
- Henrik herceg, Sussex hercege és Meghan Markle 2018-ban [1]
- Eugénia yorki hercegnő és Jack Brooksbank 2018-ban
- Lady Gabriella Windsor és Thomas Kingston 2019-ben

## Temetések
A kápolna számos királyi temetés helyszíne volt. A kápolnába temetett emberek a következők:
- George Plantagenet, Bedford hercege 1479. március 22-én; IV. Eduárd és Elizabeth Woodville fia
- Yorki Mária, 1482-ben; IV. Eduárd és Elizabeth Woodville lánya
- IV. Eduárd angol király (1461–1470; 1471–1483), 1483-ban
- VI. Henrik angol király (1422–1461; 1470–1471), a Chertsey-apátságból 1484-ben újratemették
- Két névtelen gyermek, IV. Edward és Elizabeth Woodville fiai
- Elizabeth Woodville, IV. Eduárd (1464–1483) felesége, 1492. június 12-én
- Louise szász-weimari hercegnő, Adelaide királyné unokahúga 1832-ben
- VII. Eduárd, az Egyesült Királyság királya (1901–1910), 1910. május 20-án
- Dániai Alexandra, az Egyesült Királyság királynéja, 1925. november 28-án

### Kórus
- Jane Seymour angol királyné 1537-ben
- VIII. Henrik angol király 1547-ben
- I. Károly, Anglia, Skócia és Írország királya 1649-ben
- Anna királynő koraszülött fia 1698.

### Királyi Sírkamra
- Amelia, az Egyesült Királyság hercegnője 1810-ben
- Augusta hercegnő, Brunswick-Wolfenbüttel hercegnője 1813-ban
- Sarolta Auguszta walesi hercegnő 1817-ben
- Charlotte hercegnő halva született fia 1817-ben
- Zsófia Sarolta mecklenburg-strelitzi hercegnő, az Egyesült Királyság királynéja 1818-ban
- Ernest Augustus, Hannover királyának 1818-ban halva született lánya
- III. György, az Egyesült Királyság királya, 1820
- Edward herceg, Kent és Strathearn hercege 1820-ban
- Alfred herceg (újratemetés) 1820-ban
- Octavius brit herceg (újratemetés) 1820-ban
- Erzsébet clarence -i hercegnő 1821
- Frigyes herceg, York és Albany hercege 1827-ben
- IV. György, az Egyesült Királyság királya 1830-ban
- IV. Vilmos, az Egyesült Királyság királya 1837-ben
- Augusta Sophia, az Egyesült Királyság hercegnéje 1840-ben
- Adelheid, az Egyesült Királyság királynéja 1849-ben
- V. György, Hannover utolsó királya 1878-ban
- Mária Adelaida cambridge-i hercegnő 1897-ben
- Ferenc, Teck hercege 1900-ban
- Friderika hannoveri hercegnő 1926-ban
- Adolphus herceg, Cambridge hercege (újratemetés) 1930-ban
- Augusta hesseni-kasseli hercegnő (újratemetés) 1930-ban

### Nyugat-ajtó közelében
- V. György, az Egyesült Királyság királya, 1936-ban
- Teck Mária, az Egyesült Királyság királynéja 1953-ban

### VI. György emlékkápolna
- VI. György, az Egyesült Királyság királya, 1952-ben halt meg. Az építést követően 1969. március 26-án temették el. [2]
- Margit hercegnő, Snowdon grófné (hamvak), 2002-ben
- Bowes-Lyon Erzsébet, az Egyesült Királyság királynéja 2002-ben
- Fülöp herceg, Edinburgh hercege, 2021-ben, 2022. szeptember 19-ig a Királyi sírkamrában.
- II. Erzsébet, az Egyesült Királyság királynője, 2022. szeptember 19.

### Egyéb
- Vilmos, Hastings bárója (1431–1483), nemes és IV. Eduárd király közeli barátja; a Szent György-kápolna északi folyosóján, IV. Eduárd mellett.
- Anne St Leger, de Ros bárónő (1476. – 1526. május 21.) és férje, George Manners, 11. báró de Ros (1465. augusztus 22. – 1513. október 23.) a privát Rutland -kápolnában [3]
- Charles Brandon, Suffolk 1. hercege 1545-ben
- Christopher Villiers, Anglesey 1. grófja, 1631
- Henry Somerset, Beaufort 1. hercege (1629–1700) és ősei a magán Beaufort -kápolnában; Grinling Gibbons eredeti emlékművét 1878-ban a Szent Mihály templomba helyezték át.
- Főtiszteletű Dr. Penyston Booth (1681–1765), Windsor dékánja
- Dejazmatch Alemayehu Tewodros , II. Tewodros etióp császár fia, 1879. november 21-én